# Saitō Ryokuu

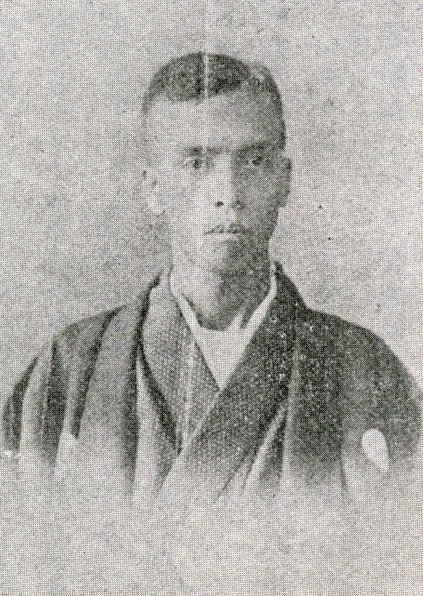
Ryokuu Saitō

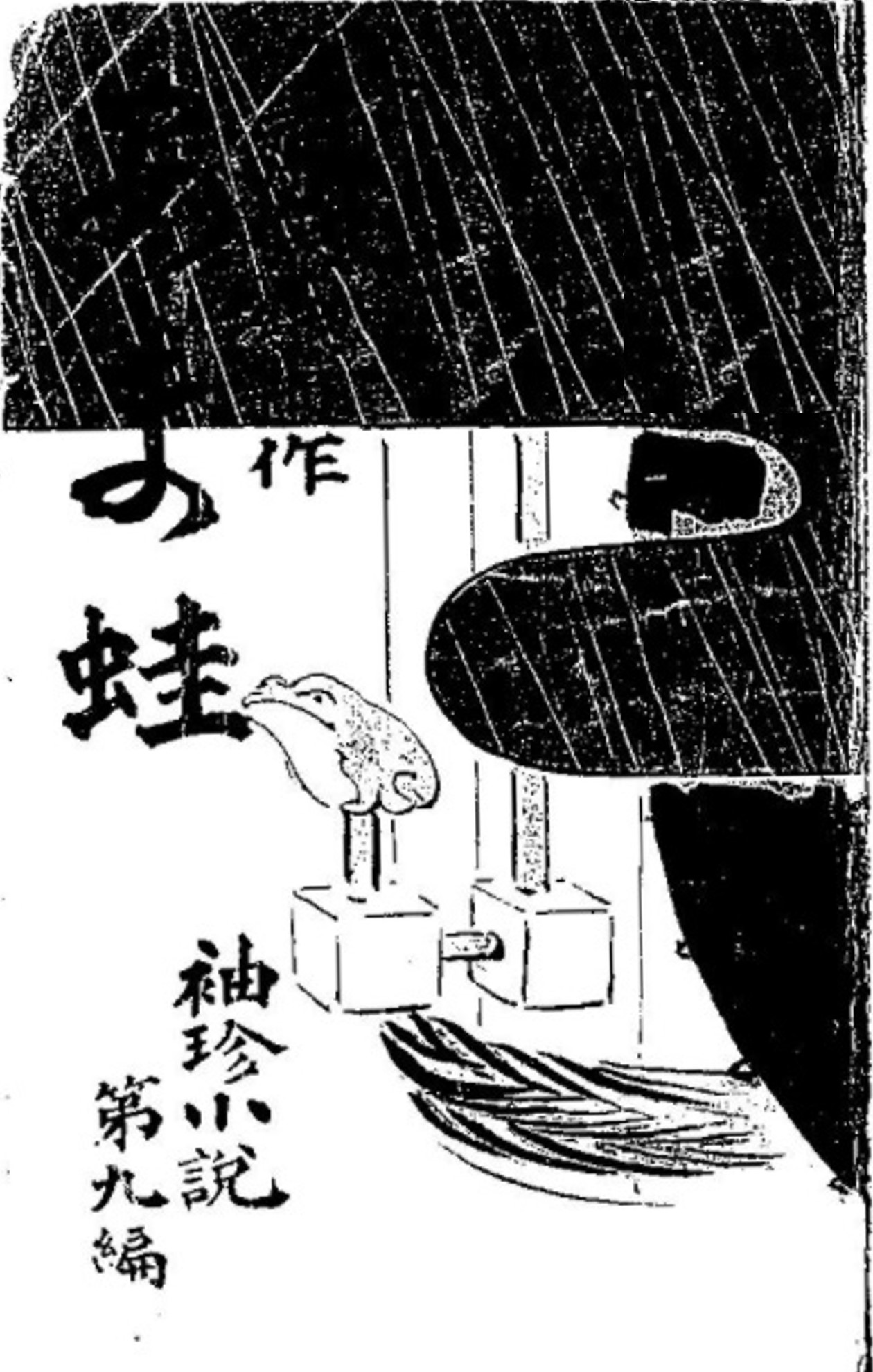
„Amagaeru“

Saitō Ryokuu (japanisch 斎藤 緑雨, wirklicher Name: Saitō Masaru (斎藤 賢); * 31. Dezember 1867 in Kanbe, Kreis Suzuka, Provinz Ise (heute: Stadt Suzuka, Präfektur Mie); † 13. April 1904) war ein japanischer Literaturkritiker, Schriftsteller und Essayist.

## Leben und Wirken
Saitō Ryokuu besuchte in Tokyo die Meiji Hōritsu Oberschule (später: Meiji-Universität), die er ohne Abschluss verließ, um Schriftsteller zu werden und ab 1884 bei Robun Kanagaki das Schreibhandwerk zu erlernen. Er begann seine literarische Laufbahn als Literaturkritiker, bevor er mit satirischen und parodistischen Romanen wie Abura jigiku (油地獄) – „Hölle des kochenden Öls“ aus dem Jahr 1891, und „Kakurembo“ (かくれんぼ) – der Name eins Kinderspiels, 1891, bekannt wurde. Eine Sammlung seiner Essays erschien bereits 1889 unter dem Titel Shōsetsu hasshū (小説八宗). 1897 veröffentlichte er sein wichtigstes Buch „Amagaeru“ (あま蛙), „Der Regenfrosch“, der 9. Band seiner Taschenbuchreihe „Shūchin shōsetsu“ (袖珍小説).
Saitō starb 1904 im Alter von 36 Jahren an Tuberkulose, nachdem er in Zeitungen seinen eigenen Nachruf veröffentlicht hatte. Zu seinen Schülern zählt der Schriftsteller Tengai Kosugi.